# 高崎線
高崎線（日语：／ Takasaki-sen */?）連結日本埼玉縣埼玉市大宮區大宮站和群馬縣高崎市高崎站，是東日本旅客鐵道（JR東日本）的鐵路線。車費計算上的區分是幹線。
从线路的起点大宫站出发，列车可直通东北本线的上野站和东京站，乘客信息中的运行系统名称指的是东京站至高崎站之间的线路。

## 概要

運行系統圖

高崎线是东京近郊线路之一，从东北本线（宇都宫线）大宫站分支，连接群马县最大的终点站高崎站。本線除了部分路段之外，幾乎全線與國道17號並行。
高崎線路線名稱源自群馬縣高崎市及高崎站的「高崎」，由JR東日本高崎支社負責管轄。雖然名為高崎線，亦是首都圈往來群馬縣、新潟地區貨運以至東北地區西部貨運的重要幹線，但本線途經都市大多數於埼玉縣西北部（上尾、桶川、北本、鴻巢、熊谷、深谷、本庄），故本線整體偏重於埼玉縣西北部與東京都及神奈川縣之間的運輸。本線曾經為新潟縣、長野縣和北陸地方往來首都圈旅客輸送幹線，但隨著上越新幹線、北越急行北北線及北陸新幹線相繼開業，以及信越本線橫川站至輕井澤站的路段廢止，本線以群馬縣以及埼玉縣西北部為主的旅客輸送角色更為明顯。
由於沿線缺乏競爭，本線客量一直處於高企水平，繁忙時間宮原至大宮之間的混雜率於2010年度更高見191%。當日國鐵規劃東北本線的支線「通勤新線」（現埼京線）的時候，曾考慮新線與高崎線直通，以增加運力、舒緩混雜和提供前往山手線西側（池袋、新宿一帶）的服務，但因徵地問題未能為通勤新線於高崎線設立車廠而撤回建議（後來通勤新線改為直通急速電氣化以及設立新車廠的川越線，成為現時的埼京、川越線系統）。JR東日本於1988年起安排部分高崎線列車於經山手貨物線直通至池袋站和新宿站，2001年起相關安排更升格為直通至東海道線的湘南新宿線。2015年起新增上野東京線系統，提供經由上野、東京和品川的途徑連接本線和東海道線，以及轉乘東海道新幹線。但同時亦由於欠缺競爭，高崎線一直被投訴票價過高，服務時間和班次安排亦長年為人詬病。
根据目前的 2024年修订的时刻表情况，所有普通列车都会行驶至大宫站以南的东北本线内，其中约 70% 的列车经由东北本线列车线（宇都宫线）到达上野站，更多的列车经由东京站作为 "上野东京线"列车运行，始发站和终点站均位于东海道线内的车站（部分列车进一步直通至伊东线）。其余约 30% 的列车作为 "湘南新宿线 "运营，从田端站附近经由东北货运线，再经由山手货运线的池袋站、新宿站和涩谷站到达东海道本线，不于大宫站始发终到列车。
另一方面，从该线的终点站高崎站出发，约有 20% 的列车与上越线直通，有些列车还从上越线的新前桥站直通进入两毛线（普通列车和快速“Urban”列车），还有列车从涩川站进入吾妻线行驶（仅特急列车）。 此外，八高线的列车在仓贺野站和高崎站之间也会在本线上行驶。
除了旅客輸送外，高崎線在貨物運輸亦擔當重要的角色，高崎線與上越線是關東地區往日本海沿岸都市（北陸、羽越地區一帶）貨物輸送的大動脈，高崎線上亦設有兩個貨物站（熊谷貨物站及倉賀野站）處理貨物。
全線根據旅客營業規則包括在「東京近郊區間」内，與IC乘車卡「Suica」的首都圈地域內。乘客信息等使用的线路颜色为橙色（■），这是普通列车车身颜色的一部分，如东京首都圈的东海道线和宇都宫线（东北本线中距离列车的线路别称）。

## 路線資料
- 管轄（事業類別）：東日本旅客鐵道（第一種鐵道事業者）、日本貨物鐵道（第二種鐵道事業者）
- 路段（營業距離）：大宮－高崎 74.7公里
- 軌距：1067毫米
- 站數：19個（包括起終點站）
  - 若只限屬於高崎線的車站，排除屬於東北本線的大宮站[2]則為18個。
- 複線路段：全線
- 電氣化路段：全線（直流電1500V）
- 閉塞方式：（複線）自動閉塞式
- 保安裝置：ATS-P
- 最高速度（電力動車組或柴油動車組）：優等列車120公里/小時、普通列車110公里/小時
- 運轉指令所（日语：運転指令所）：
  - 大宮－神保原 東京綜合指令室（ATOS）
  - 神保原－高崎 高崎綜合指令室（運轉取扱為新町站、倉賀野站、高崎操車場、高崎站進行，北藤岡站的信號設備由新町站控制）
- 列车运行管理系统：東京圈輸送管理系統(ATOS)：（大宫 - 神保原）
- 车辆基地（所在车站）
  - 大宫综合车辆中心（大宮駅）
  - 高崎车辆中心笼原派出所（籠原駅）
  - 群马车辆中心（高崎駅）
- 東京近郊區間：全线（东京近郊区间）
- IC卡乘车区间：全线（Suica首都圈使用区域）

大宮站包括與川越線並行路段由東日本旅客鐵道大宮支社，宮原－高崎由高崎支社管轄。支社邊界位於與川越線分岔後的大成第六踏切附近（大宮起計3公里位置）。

## 运行形态
高崎线的运行模式详情如下（截至 2021 年 3 月 13 日修订的时刻表）。
除了八高线直通列车以及早上五点与晚上 23 点的笼原站和高崎站之间的区间列车外，所有普通列车都是会从大宫站进入上行的东北本线。
过去，大多数普通列车和快速列车都在上野站始发和到达，但在日本国铁时代末期，利用货运线路设置了往返赤羽站的列车。JR成立后，列车进一步延伸至池袋站和新宿站，并于 2001 年 12 月 1 日发展为湘南新宿线，可直通东海道本线到达平塚站和小田原站。 2015 年 3 月 14 日，上野东京线通车，从上野站经由东京站可直通东海道线。 如今，除了在上野站、东京站始发终到和品川站终到的列车外，笼原站以南的所有列车都经由东京站或新宿站直通至大船站以西的东海道线。
此外，早晚还有"赤城"特急列车运行，「草津・四万」特急列车也会经由本线，运行于上野站和群马县草津之间。
白天，上野东京线每小时有三班车，湘南新宿线每小时有两班车（其中一班为特别快速），上下行均如此。有些列车会经由高崎站，继续直通进入上越线，终到两毛线的前桥站。
东北本线（宇都宫线）的东京站-上野站-赤羽站之间每小时有 6 班列车运行，赤羽站-大宫站之间每小时有 10 班列车运行（不包括常磐线的直通列车和特急列车）。另请参阅宇都宫线#运行形态。
快速列车只会通过熊谷站以南的部分车站，在熊谷至高崎之间各站停车。从熊谷站开始，每班下行的快速列车都会被重新分类为 "普通"列车，并在熊谷站结束快速运行。
普通列车和快速列车均采用 10 节车厢编组或 15 节车厢编组的带绿车近郊型电车，由 E231 和 E233 系列（4 门车）运行。15 节车厢编组仅在（高崎线内的）大宫站和笼原站之间运行，而 10 节车厢列车则在笼原站和高崎站之间运行。 因此，一些往返于高崎的列车在笼原站，会与五节车厢的附属编组联结或解挂分离。 请注意，清晨从深谷站出发的列车采用 15 节编组。
当普通列车为等待特急或快速列车而长时间停车（等待其通过）时，有时会使用车门旁的按钮进行车门的关闭并半自动控制，以保持车内温度。到 2005 年为止，该措施主要只在冬季（11 月 15 日至次年 3 月 31 日）使用，但从 2006 年开始也在夏季（7 月 8 日至 9 月 30 日）使用，并从 2007 年 7 月 1 日起成为全年使用的系统。自 2011 年 6 月起，笼原站至高崎站之间的所有列车在这一区间内所有车站均采用半自动车门（即上下车需要手动开门）。此外，从上野出发的列车在上野站也采用半自动车门，直至 15:59。 但是，为了防止新型冠状病毒的传播，从 2020 年起暂停了半自动门开关门措施，但在 2022 年 12 月 1 日恢复了半自动开关门措施。
各快速列车的停车站参见#車站列表

### 白天时段每小时班次数量
白天时段每小时的列车数量（不包括八高线直通列车）。 直达线路的发车终到站的括号（ ）内的南北，表示主要只在该方向运行的列车。上野东京线每小时有两班列车往返于高崎，每小时有一班列车往返于笼原；湘南新宿线每小时有一班特别快速列车往返于高崎，每小时有一班快速列车往返于笼原。
| 系统       | 种类     | 高崎 | …   | 笼  | 原  | …   | 大  | 宮      | …       | 赤      | 羽  | …   | 上野 | 東京 | 直通运转区间 （東京以南）                           |
| ---------- | -------- | ---- | --- | --- | --- | --- | --- | ------- | ------- | ------- | --- | --- | ---- | ---- | --------------------------------------------------- |
| 上野東京线 | 普通     | 2班  | 2班 | 2班 | 2班 | 2班 | 2班 | 2班     | 2班     | 2班     | 2班 | 2班 | 2班  | 2班  | 東海道線 平塚（北）・小田原・熱海（南）             |
| 上野東京线 | 普通     |      |     |     | 1班 | 1班 | 1班 | 1班     | 1班     | 1班     | 1班 | 1班 | 1班  | 1班  | 東海道線 平塚・小田原（北）・熱海 伊東線 伊東（南） |
| 湘南新宿线 | 快速     |      |     |     | 1班 | 1班 | 1班 | [ # 8 ] | [ # 8 ] | [ # 8 ] |     |     |      |      | 東海道線 平塚                                       |
| 湘南新宿线 | 特別快速 | 1班  | 1班 | 1班 | 1班 | 1班 | 1班 | [ # 8 ] | [ # 8 ] | [ # 8 ] |     |     |      |      | 東海道線 小田原                                     |

### 特急列车
近距离特急 "赤城号"列车从上野站出发（也有一班终到新宿站的班次），特快 "草津·四万"列车经由本线直通进入上越线和吾妻线。
“赤城”是通勤特急，而 "草津·四万"列车则是为观光设计的，目的地包括草津温泉等。由于这两种列车的特点不同，因此在运行时间和运行方向上并不重叠，但所用列车（E257系）是共同的，"赤城号 "上行列车在早高峰时段（高峰时段前后）运行，"草津·四万"下行列车在白天上午运行，"草津·四万"上行列车在下午运行，"赤城号 "下行列车在傍晚运行。
"草津·四万"是高崎线上停靠站点最少的列车，只停靠大宫、熊谷和高崎（不包括本庄早稻田）这三个新干线车站。“赤城”号的停靠站最多，与大宫和熊谷之间的特别快速列车停车情况相同，比快速"Urban"的停靠站更多。

### 上野东京线列车以及上野始发终到的列车

#### 快速Urban

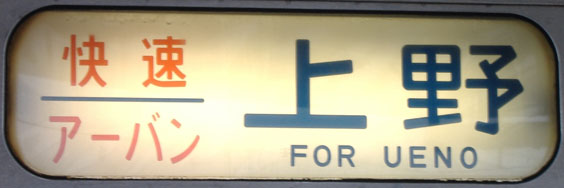
「快速アーバン 上野行」的側面方向幕（211系）

截至 2024年3月的时刻表情况，每天上午 8 点和 9 点时段各有一班快速Urban（アーバン），平日均从小田原出发[注 21]，周六和节假日则从国府津和小田原各出发一班，在东海道线区间作为普通列车运行；晚上的6点和7点时段各有一班快速Urabn自上野发车（无论平日还是周六节假日，晚间北行的快速Urabn现在均在上野始发）。南行班次已全部降级为普通列车或取消。
每天早上运行的两班下行列车中，只有一班在上尾站与之前的湘南新宿线的普通列车可以缓急接续。 周六、周日、节假日和晚间，除个别列车外，下行列车在上尾站或鸿巢站与前一班普通列车接续，上行列车在熊谷站或桶川站与前一班普通列车接续。 此外，有些列车在浦和站和赤羽站接驳从宇都宫线开出的上野东京线东海道线之同步列车，有些列车在上野站终点站接续从宇都宫线开出的上野东京线东海道线直通列车。
自上野东京线直通而来的快速“Urban”下行列车，在东海道线内以"普通"列车运行（列车外侧的目的地显示器上会标有 "高崎线内Urban"字样），在东京站则改为 "快速Urban"。 如上所述，在熊谷站以北停靠各站的下行 快速"Urban"列车会被重新分类为普通列车，列车外侧的目的地显示器也会完全切换为 "普通"，但在站内和 JR East App 的列车运行位置上仍保留昵称，并显示为 "普通Urban"。 当由于时刻表中断等原因取消快速服务时，东京站、大宫站和熊谷站之间的列车也将以 "普通Urban"的形式引导。

#### 普通
它停靠东京站和大宫站之间的东北本线（宇都宫线）上所有设有站台的车站，以及高崎线内的所有车站。
随着 2015 年 3 月 14 日上野东京线的开通，许多列车从上野站会继续开往东京站，并直通来往东海道线，往返于小田原站和热海站（部分列车在平塚站和国府津站终到）。
白天时段，每小时有三班列车（笼原站和高崎站之间有两班），都会直通东海道线。
白天时段没有在上行终到上野的列车，所有的白天时段没有下行从上野始发的列车，在周末和节假日的傍晚和夜间也没有。早上有开往品川、大船列车，早晚有往返国府津站的列车、开往东海道线 JR东海管内的沼津站和伊东线伊东站的列车。此外，还有早上从东京站始发、深夜在东京站终到的列车。 在高崎一侧，有些列车会直通进入上越线并经由新前桥站，直到两毛线的前桥站。此外，平日早上还有一班从深谷开往上野的列车，周六和节假日早上还有一班开往热海的列车。此外，还在早上 5:30设置了一班自笼原开往高崎的列车，23:00 还设置了一班开往自高崎开往笼原的列车。

### 湘南新宿线系统
湘南新宿线列车通过东北货运线和山手货运线，经由新宿站直通东海道线。列车分为快速列车和特别快速列车两种类型。
由于埼玉新都心站的货运线路上没有乘客站台，因此所有列车都要经过大宫操车场。 随着东北货运线站台的竣工，多年来一直通过不停车的浦和站于 2013 年 3 月 16 日开始停车。
列车还经过横须贺线停靠的西大井站、新川崎站、保土谷站和东户塚站，但这四个站没有定期列车停靠的计划。

#### 特别快速
该列车于 2004 年 10 月 16 日开始运行。白天每小时运行一班。在高崎线，它取代了湘南新宿线系统的白天时段原有的快速“Urban”列车，与快速“Urban”相比，还多停靠北本站。在山手线上，它经过惠比寿站；在直通行驶的东海道线上，它与快速"Acty"停一样的车站（此快速以废止）。 白天，湘南新宿线的快速列车在笼原站往返运行，因此在这段时间内，湘南新宿线的列车只有这一种列车往返于高崎站运行。
除了从平塚出发的首班北行列车外（即大宫站10:45发车的那班特别快速），基本都在小田原站-新宿站-高崎站之间运行，且均在白天时段运行。除周六和节假日的两班列车外，南行（上行）列车在桶川站与上野东京线的前一班普通列车接续，而北行（下行）列车则在上尾站、鸿巢站和桶川站与上野东京线的前一班普通列车接续。

#### 快速
随着湘南新宿线于 2001 年 12 月 1 日开通，该列车也开始运营，全天运行。 实际上，它只在大崎站和户塚站之间快速运行，且在那里与横须贺线共用轨道，在高崎线内和东海道线内的户冢站 - 平冢站・国府津站・小田原站之间作为普通列车运行，并在这段线路上被表示引导为“普通”列车（北行列车则自大崎站开始变为普通）。 这种列车白天在笼原站 - 平冢站・国府津站之间运行，每小时一班。白天，开往笼原站的列车经常会在笼原终点站，与前一班上野东京线开往高崎的普通列车接续（该列车也会与东海道线上的前一列湘南新宿线列车接续）。在没有特别快速列车的早晨和傍晚，列车会在高崎站 - 平冢站・国府津站・小田原站之间运行，每小时两到三班。此外，还设定了一班自两毛线的前桥站始发的南行早班车，平日上午还设定了一班从深谷出发的南行早班车。
全部列车在大宫站和笼原站之间均使用 15 节车厢编组运行。

## 使用車輛

### 优等列车
- 电联车
  - E257系5500番台大宫综合车辆中心东大宫中心所属 - 赤城号列车、草津·四万号列车使用

### 普通・快速列車
普通列车和快速列车的车厢与宇都宫线和东海道线相同，由橙色和绿色（■■）的列车运行，也就是通常所说的 "湘南色"。
湘南新宿线的所有列车在 2004 年 10 月 16 日的时刻表修订中增加了绿色车厢，往返于上野的所有列车在 2006 年 7 月 8 日的时刻表修订中增加了绿色车厢。
E231 和 E233 系列 3000 型列车配备了西式无障碍厕所。它们分别隶属于两个车辆中心，即小山车辆中心和国府津车辆中心，但自 2015 年 3 月 14 日起，它们在高崎线（包括两毛线直通班次）、东海道线（包括伊东线直通班次）、宇都宫线（部分除外）、上野东京线（常磐线系统除外）和湘南新宿线上不分型号地共同担当班次的运行。 同一班列车在不同的日期可能会由不同的车型担当。 此外，15 节车厢列车是由不同车型的列车组合而成的。每列列车都分配给一个特定的车辆中心，当时刻表中断时，可能会使用不同车辆中心的车辆。
- E231系（4门车）
  - 小山车辆中心所属的车辆
    - 有基本编组（10 节车厢）和附属编组（5节车厢），都是 U 编成。 绿色车厢为基本编组的 4 号和 5 号车厢。 除了只有 10 节车厢的基本编组外，笼原以南的列车还以 15 节车厢的编组运行，即为附属编组与基本编组的前桥一侧相联结。
    - 自 2015 年 3 月 14 日起，在高崎线的上野东京线（东海道线-东北本线-高崎线系统）、湘南新宿线（东海道线-高崎线系统）以及往返上野的部分普通列车和快速列车开始使用这些列车。
    - 在高崎线，它们于 2001 年 9 月 1 日开始运行，取代了之前的 115 系列车；在 2001 年 12 月 1 日的时刻表修订中，它们取代了高崎线的所有 115 系列车，并被用于同时开始运行的湘南新宿线。 随后，湘南新宿线（东海道线-高崎线系统）的运营在 2004 年 10 月 16 日的时刻表修订中被国府津车辆中心的 E231 系所取代[# 13]。
    - 起初，基本编组中没有配备绿车，但从 2004 年 7 月开始，逐步在基本编组的第 4 号和第 5 号车厢中配备了两节绿车，配备绿车的编组于 2004 年 7 月 8 日作为普通车辆开始在高崎线运营。

  - 国府津车辆中心所属的列车
    - 有基本编组（K编成，10节车厢编组）和附属编组（S编成，5节车厢编组），绿车为基本编组的4号和5号车厢。 除了 10 节车厢的基本编组外，笼原以南的列车还以 15 节车厢编组运行，附属编组与基本编组的前桥一侧相联结。
    - 自 2015 年 3 月 14 日起，高崎线在上野东京线（东海道线-东北本线和高崎线系统）、湘南新宿线（东海道线-高崎线系统）以及往返上野的部分普通列车和快速列车上使用。
    - 在高崎线，在将绿车并入小山车辆的同时，借给小山车辆中心的部分列车于 2004 年 7 月开始与小山车共同运行[# 13]。
- KIHA100系气动车 群马车辆中心所属
  - 担当八高线直通列车，使用2-3节编组。

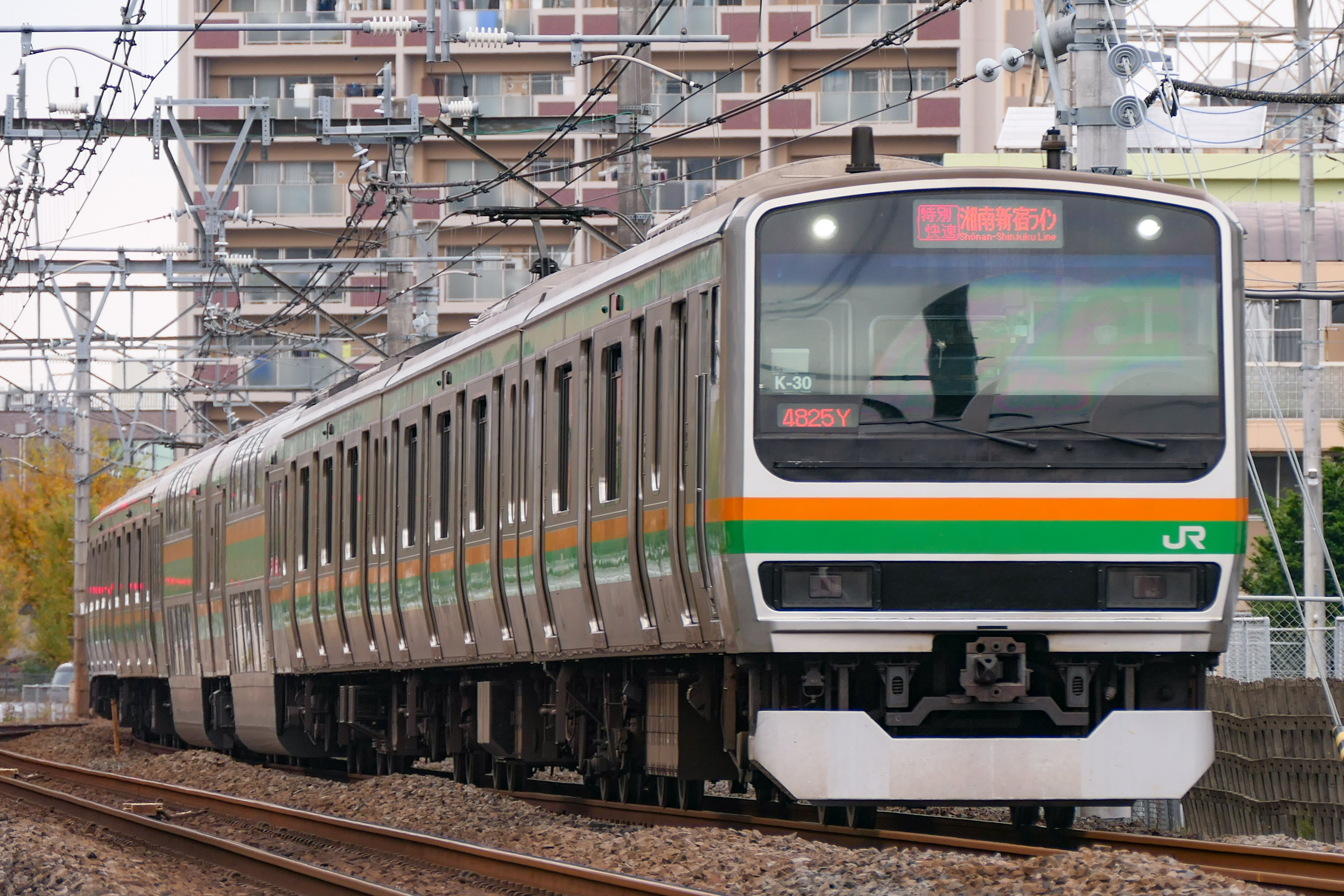
E231系
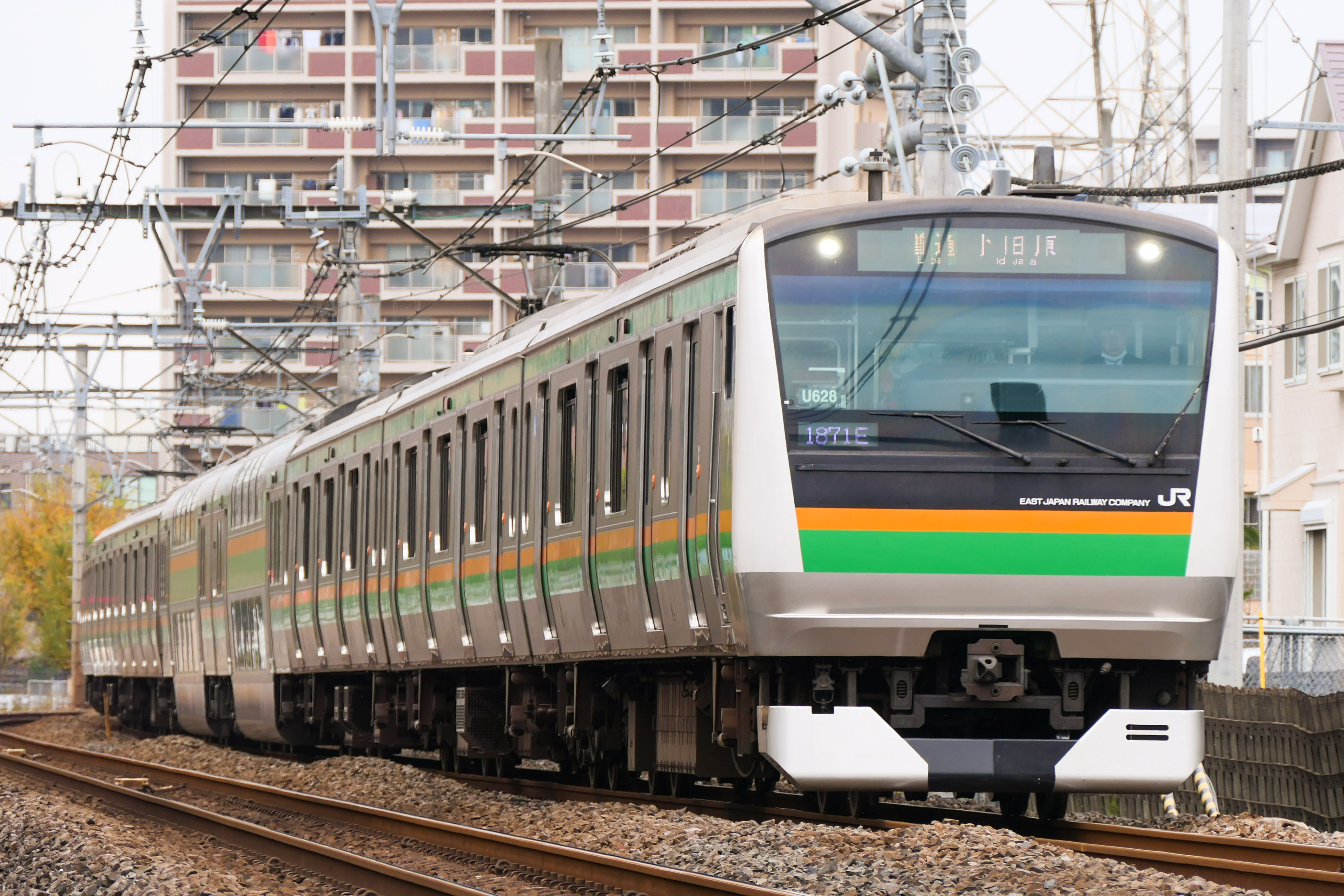
E233系3000番台
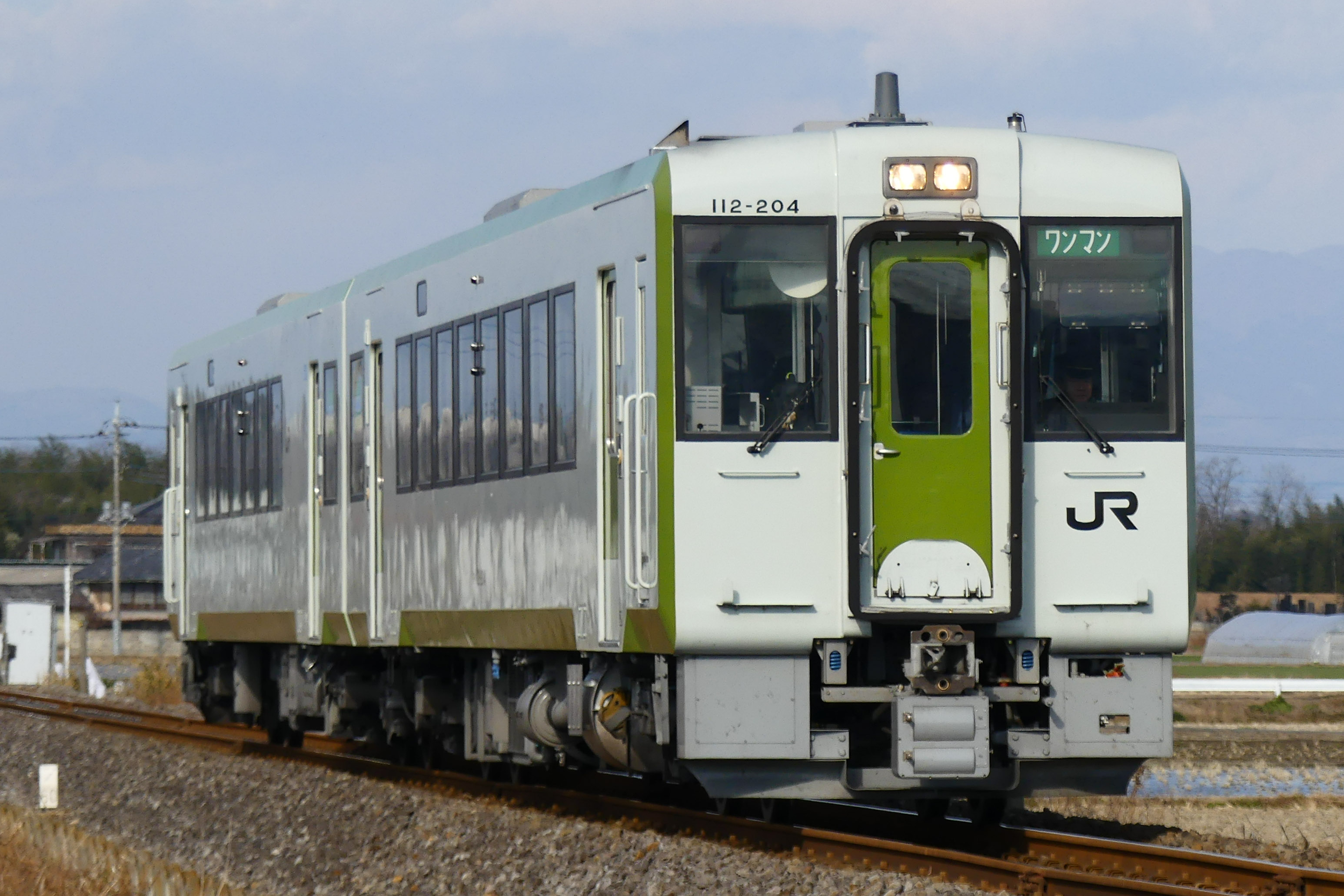
KIHA110系200番台

## 車站列表
與東海道本線的邊界東京站（東北本線）起的路段開始記載。
- 站名欄
  - （貨）＝貨物專用站、◆・◇＝貨物取扱站（貨物專用站除外。◇為沒有定期貨物列車到發）
  - 特定都區市內制度適用範圍車站：＝東京山手線內、＝東京都區內
- 營業距離
  - 累計營業距離途經尾久站。日暮里－赤羽途經東北本線支線。途經支線比途經田端站短0.2公里[* 1]的營業距離計算（東京－大宮途經田端的營業距離為30.3公里）。
- 停車站
  - 普通：停靠所有旅客站（直通湘南新宿線直通的普通除外）
  - 各種快速：●・■所有列車停靠、▲一部分列車停靠、｜所有列車通過
    - 湘南新宿線：■為於東北貨物線上的月台停靠，||為不途經該車站

  - 特急：參見各列車條目
- 接續路線欄：東京－大宮的東日本旅客鐵道路線名為運行系統上的名稱（與正式路線名不同）。站名若有不同則以⇒顯示站名。

| 正式路線名   | 車站編號           | 中文站名     | 日文站名     | 英文站名     | 站間營業距離 | 累計營業距離 | 累計營業距離 | 快速Urban | 湘南新宿線 | 湘南新宿線 | 接續路線、備註 | 所在地 | 所在地 | 所在地 | |
| 正式路線名   | 車站編號           | 中文站名     | 日文站名     | 英文站名     | 站間營業距離 | 東京起計     | 大宮起計     | 快速Urban | 普通 | 特別快速 | 接續路線、備註 | 所在地 | 所在地 | 所在地 | |
| ------------ | ------------------ | ------------ | ------------ | ------------ | ------------ | ------------ | ------------ | --- | --- | --- | --- | --- | --- | --- | --- |
| 直通運行路段 | 直通運行路段       | 直通運行路段 | 直通運行路段 | 直通運行路段 | 直通運行路段 | 直通運行路段 | 直通運行路段 | ■上野東京線：途經東京站、 東海道線熱海站直通至沼津站、伊東線伊東站 湘南新宿線：途經赤羽站、新宿站直通至 東海道線小田原站 | ■上野東京線：途經東京站、 東海道線熱海站直通至沼津站、伊東線伊東站 湘南新宿線：途經赤羽站、新宿站直通至 東海道線小田原站 | ■上野東京線：途經東京站、 東海道線熱海站直通至沼津站、伊東線伊東站 湘南新宿線：途經赤羽站、新宿站直通至 東海道線小田原站 | ■上野東京線：途經東京站、 東海道線熱海站直通至沼津站、伊東線伊東站 湘南新宿線：途經赤羽站、新宿站直通至 東海道線小田原站 | ■上野東京線：途經東京站、 東海道線熱海站直通至沼津站、伊東線伊東站 湘南新宿線：途經赤羽站、新宿站直通至 東海道線小田原站 | ■上野東京線：途經東京站、 東海道線熱海站直通至沼津站、伊東線伊東站 湘南新宿線：途經赤羽站、新宿站直通至 東海道線小田原站 | ■上野東京線：途經東京站、 東海道線熱海站直通至沼津站、伊東線伊東站 湘南新宿線：途經赤羽站、新宿站直通至 東海道線小田原站 | ■上野東京線：途經東京站、 東海道線熱海站直通至沼津站、伊東線伊東站 湘南新宿線：途經赤羽站、新宿站直通至 東海道線小田原站 |
| 東北本線     | JU01               | 東京         |              |              | -            | 0.0          | 30.5         | ● | \|\| | \|\| | 東日本旅客鐵道： 東北新幹線、山形新幹線、秋田新幹線、上越新幹線、北陸新幹線、 東海道線（JT01，直通運行）、 中央線（JC01）、 山手線（JY01）、 京濱東北線（JK26）、 橫須賀·總武快速線（JO19）、 京葉線（JE01） 東海旅客鐵道： 東海道新幹線 東京地下鐵： 丸之內線（M-17） 東京地下鐵： 東西線 ⇒大手町（T-09） 東京地下鐵： 千代田線 ⇒二重橋前（C-10） 都營地下鐵： 三田線 ⇒大手町（I-09） | 東京都 | 千代田區 | 千代田區 | |
| 東北本線     | JU02               | 上野         |              |              | 3.6          | 3.6          | 26.9         | ● | \|\| | \|\| | 東日本旅客鐵道： 東北新幹線、山形新幹線、秋田新幹線、上越新幹線、北陸新幹線、 山手線（JY05）、 京濱東北線（JK30）、 常磐線（快速）（JJ01） 東京地下鐵： 銀座線（G-16）、 日比谷線（H-18） 京成電鐵： 本線 ⇒京成上野（KS01） | 東京都 | 台東區 | 台東區 | |
| 東北本線     | JU03               | 尾久         |              |              | 2.6          | 8.4          | 22.1         | ｜ | \|\| | \|\| | | 東京都 | 北區 | 北區 | |
| 東北本線     | JU04               | 赤羽         |              |              | 5.0          | 13.4         | 17.1         | ● | ■ | ■ | 東日本旅客鐵道： 京濱東北線（JK38）、 湘南新宿線（新宿、武藏小杉方向）（JS22）、 埼京線（JA15） | 東京都 | 北區 | 北區 | |
| 東北本線     | JU05               | 浦和         |              |              | 11.0         | 24.4         | 6.1          | ● | ■ | ■ | 東日本旅客鐵道： 京濱東北線（JK43）、 湘南新宿線（JS23） | 埼玉縣 | 埼玉市 | 浦和區 | |
| 東北本線     | JU06               | 埼玉新都心   |              |              | 4.5          | 29.9         | 1.6          | ｜ | ｜ | ｜ | 東日本旅客鐵道： 京濱東北線（JK46） | 埼玉縣 | 埼玉市 | 大宮區 | |
| 東北本線     | JU07               | 大宮         |              |              | 1.6          | 30.5         | 0.0          | ● | ● | ● | 東日本旅客鐵道： 東北新幹線、山形新幹線、秋田新幹線、上越新幹線、北陸新幹線、 京濱東北線（JK47）、 湘南新宿線（JS24）、 宇都宮線（JU07）、 埼京線（JA26）、■川越線 東武鐵道： 野田線（東武都市公園線）（TD-01） 埼玉新都市交通：■伊奈線（New Shuttle） | 埼玉縣 | 埼玉市 | 大宮區 | |
| 高崎線       | JU07               | 大宮         |              |              | 1.6          | 30.5         | 0.0          | ● | ● | ● | 東日本旅客鐵道： 東北新幹線、山形新幹線、秋田新幹線、上越新幹線、北陸新幹線、 京濱東北線（JK47）、 湘南新宿線（JS24）、 宇都宮線（JU07）、 埼京線（JA26）、■川越線 東武鐵道： 野田線（東武都市公園線）（TD-01） 埼玉新都市交通：■伊奈線（New Shuttle） | 埼玉縣 | 埼玉市 | 大宮區 | |
|              | 宮原               |              |              | 4.0          | 34.5         | 4.0          | ｜           | ● | ｜ | | 北區 | 埼玉縣 | 埼玉市 | | |
|              | 上尾               |              |              | 4.2          | 38.7         | 8.2          | ●            | ● | ● | | 上尾市 | 上尾市 | | | |
|              | 北上尾             |              |              | 1.7          | 40.4         | 9.9          | ｜           | ● | ｜ | | 上尾市 | 上尾市 | | | |
|              | 桶川               |              |              | 1.9          | 42.3         | 11.8         | ●            | ● | ● | | 桶川市 | 桶川市 | | | |
|              | 北本               |              |              | 4.6          | 46.9         | 16.4         | ｜           | ● | ● | | 北本市 | 北本市 | | | |
|              | 鴻巢               |              |              | 3.6          | 50.5         | 20.0         | ●            | ● | ● | | 鴻巢市 | 鴻巢市 | | | |
|              | 北鴻巢             |              |              | 4.3          | 54.8         | 24.3         | ｜           | ● | ｜ | | 鴻巢市 | 鴻巢市 | | | |
|              | 吹上◇              |              |              | 3.0          | 57.8         | 27.3         | ｜           | ● | ｜ | | 鴻巢市 | 鴻巢市 | | | |
|              | 行田               |              |              | 2.3          | 60.1         | 29.6         | ｜           | ● | ｜ | | 行田市 | 行田市 | | | |
|              | 熊谷               |              |              | 4.8          | 64.9         | 34.4         | ●            | ● | ● | 東日本旅客鐵道： 上越新幹線、北陸新幹線 秩父鐵道：■秩父本線                                                              | 熊谷市 | 熊谷市 | | | |
|              | （貨）熊谷貨物總站 |              |              | 4.9          | 69.8         | 39.3         | ｜           | ｜ | ｜ | 秩父鐵道：三尻線（貨物線）                                                                                               | 熊谷市 | 熊谷市 | | | |
|              | 籠原               |              |              | 1.7          | 71.5         | 41.0         | ●            | ● | ● | | 熊谷市 | 熊谷市 | | | |
|              | 深谷               |              |              | 4.8          | 76.3         | 45.8         | ●            | ● | ● | | 深谷市 | 深谷市 | | | |
|              | 岡部◇              |              |              | 4.3          | 80.6         | 50.1         | ●            | ● | ● | | 深谷市 | 深谷市 | | | |
|              | 本                 |              |              | 5.6          | 86.2         | 55.7         | ●            | ● | ● | | 本市 | 本市 | | | |
|              | 神保原             |              |              | 4.0          | 90.2         | 59.7         | ●            | ● | ● | | 兒玉郡 上里町 | 兒玉郡 上里町 | | | |
|              | 新町◇              |              |              | 4.5          | 94.7         | 64.2         | ●            | ● | ● | | 群馬縣 | 高崎市 | 高崎市 | | |
|              | 倉賀野◆            |              |              | 3.6          | 100.8        | 70.3         | ●            | ● | ● | 東日本旅客鐵道：■八高線                                                                                                  | 群馬縣 | 高崎市 | 高崎市 | | |
|              | （貨）高崎操車場   |              | /            | 1.9          | 102.7        | 72.2         | ｜           | ｜ | ｜ | [ * 4 ] | 群馬縣 | 高崎市 | 高崎市 | | |
|              | 高崎◇              |              |              | 2.5          | 105.2        | 74.7         | ●            | ● | ● | 東日本旅客鐵道： 上越新幹線、北陸新幹線、■上越線、■兩毛線、■吾妻線、■信越本線 上信電鐵：■上信線                          | 群馬縣 | 高崎市 | 高崎市 | | |

1. ↑  途經田端站的路線是東北本線的本線。運行系統是京濱東北線途經。
2. ↑  大宮站為旅客線與東北貨物線的分岐、合流站，東北貨物線於赤羽－大宮與旅客線並行。
3. ↑  八高線所有列車直通至高崎站
4. ↑  操車場機能根據『JR貨物時刻表』的記載已經停止
5. 1 2  兩毛線的正式終點為上越線新前橋站，吾妻線的正式起點為上越線澀川站，但運行系統上兩線都直通至高崎站